# Brigitte Merlano
Brigitte María Merlano Pájaro (ur. 29 kwietnia 1982 w Barranquilli) – kolumbijska lekkoatletka specjalizująca się w biegach płotkarskich. Okazjonalnie występuje także w sprinterskich biegach sztafetowych.
W 2005 zdobyła brąz mistrzostw Ameryki Południowej. Dwa lata później, na tej samej imprezie, sięgnęła po złoto i srebro. Wicemistrzyni mistrzostw ibero-amerykańskich w Iquique (2008). Uczestniczka mistrzostw świata w Berlinie (2009). Rok później zdobyła swoje drugie srebro mistrzostw ibero-amerykańskich. W 2011 sięgnęła po złoto mistrzostw Ameryki Południowej oraz została wicemistrzynią Ameryki Środkowej i Karaibów. Olimpijka z Londynu (2012). Rok później zdobyła srebrny medal czempionatu Ameryki Południowej.
Złota medalistka mistrzostw Kolumbii oraz igrzysk im. Simóna Bolívara.

## Osiągnięcia
| Rok  | Impreza                                  | Miejsce             | Konkurencja                     | Lokata     | Wynik |
| ---- | ---------------------------------------- | ------------------- | ------------------------------- | ---------- | ----- |
| 2004 | Mistrzostwa ibero-amerykańskie           | Huelva              | bieg na 100 metrów przez płotki | 4. miejsce | 13,77 |
| 2005 | Mistrzostwa Ameryki Południowej          | Cali                | bieg na 100 metrów przez płotki | 3. miejsce | 13,68 |
| 2006 | Mistrzostwa ibero-amerykańskie           | Ponce               | bieg na 100 metrów przez płotki | 4. miejsce | 13,52 |
| 2006 | Mistrzostwa Ameryki Południowej          | Tunja               | bieg na 100 metrów przez płotki | 4. miejsce | 14,10 |
| 2007 | Mistrzostwa Ameryki Południowej          | São Paulo           | bieg na 200 metrów              | 5. miejsce | 24,44 |
| 2007 | Mistrzostwa Ameryki Południowej          | São Paulo           | bieg na 100 metrów przez płotki | 1. miejsce | 13,27 |
| 2007 | Mistrzostwa Ameryki Południowej          | São Paulo           | sztafeta 4 × 100 metrów         | 2. miejsce | 44,68 |
| 2007 | Igrzyska panamerykańskie                 | Rio de Janeiro      | bieg na 100 metrów przez płotki | eliminacje | 13,35 |
| 2007 | Igrzyska panamerykańskie                 | Rio de Janeiro      | sztafeta 4 × 100 metrów         | eliminacje | 44,53 |
| 2008 | Mistrzostwa ibero-amerykańskie           | Iquique             | bieg na 100 metrów przez płotki | 2. miejsce | 13,60 |
| 2008 | Mistrzostwa Ameryki Południowej          | Cali                | bieg na 100 metrów przez płotki | 5. miejsce | 13,22 |
| 2009 | Mistrzostwa Ameryki Południowej          | Hawana              | bieg na 100 metrów przez płotki | 4. miejsce | 13,21 |
| 2009 | Mistrzostwa świata                       | Berlin              | bieg na 100 metrów przez płotki | półfinał   | 13,23 |
| 2010 | Mistrzostwa ibero-amerykańskie           | San Fernando        | bieg na 100 metrów przez płotki | 2. miejsce | 13,10 |
| 2010 | Igrzyska Ameryki Środkowej i Karaibów    | Mayagüez            | bieg na 100 metrów przez płotki | 4. miejsce | 13,21 |
| 2011 | Mistrzostwa Ameryki Południowej          | Buenos Aires        | bieg na 100 metrów przez płotki | 1. miejsce | 13,07 |
| 2011 | Mistrzostwa Ameryki Środkowej i Karaibów | Mayagüez            | bieg na 100 metrów przez płotki | 2. miejsce | 12,89 |
| 2011 | Mistrzostwa świata                       | Daegu               | bieg na 100 metrów przez płotki | półfinał   | 13,21 |
| 2011 | Igrzyska panamerykańskie                 | Guadalajara         | bieg na 100 metrów przez płotki | 4. miejsce | 13,10 |
| 2012 | Igrzyska olimpijskie                     | Londyn              | bieg na 100 metrów przez płotki | eliminacje | 13,21 |
| 2013 | Mistrzostwa Ameryki Południowej          | Cartagena de Indias | bieg na 100 metrów przez płotki | 2. miejsce | 13,20 |
| 2013 | Mistrzostwa świata                       | Moskwa              | bieg na 100 metrów przez płotki | półfinał   | 13,22 |
| 2014 | Igrzyska Ameryki Południowej             | Santiago            | bieg na 100 metrów przez płotki | 3. miejsce | 13,30 |
| 2014 | Mistrzostwa ibero-amerykańskie           | São Paulo           | bieg na 100 metrów przez płotki | 4. miejsce | 13,22 |
| 2014 | Igrzyska Ameryki Środkowej i Karaibów    | Xalapa              | bieg na 100 metrów przez płotki | 2. miejsce | 13,19 |
| 2015 | Mistrzostwa Ameryki Południowej          | Lima                | bieg na 100 metrów przez płotki | 2. miejsce | 13,43 |
| 2015 | Igrzyska panamerykańskie                 | Toronto             | bieg na 100 metrów przez płotki | 6. miejsce | 13,24 |
| 2016 | Mistrzostwa ibero-amerykańskie           | Rio de Janeiro      | bieg na 100 metrów przez płotki | 3. miejsce | 13,06 |
| 2016 | Igrzyska olimpijskie                     | Rio de Janeiro      | bieg na 100 metrów przez płotki | eliminacje | 13,09 |

## Rekordy życiowe
- Bieg na 60 metrów przez płotki (hala) – 8,24 (2008) rekord Kolumbii
- Bieg na 100 metrów przez płotki – 12,89 (2011) rekord Kolumbii / 12,85w (2016)